# آی‌تاج شریفوا
آی‌تاج شریفوا (زادهٔ ۸ ژانویهٔ ۱۹۹۷) بازیکن فوتبال اهل جمهوری آذربایجان است.
وی همچنین در تیم‌های ملی فوتبال زنان جمهوری آذربایجان بازی کرده‌است.